# 교동중학교 (인천)
교동중학교(喬桐中學校)는 대한민국 인천광역시 강화군 교동면 대룡리에 있는 공립 중학교이다.

## 학교 연혁
- 1954년 7월 7일 : 교동중학교 3학급 인가
- 1954년 9월 1일 : 교동중학교 개교
- 1955년 12월 19일 : 초대 조경률 교장 부임
- 1956년 3월 2일 : 제1회 졸업식 (34명 졸업)
- 1971년 2월 3일 : 학칙 변경 15학급 인가
- 2001년 9월 1일 : 학칙 변경 3학급으로 인가
- 2023년 1월 31일 : 중학교 제68회 졸업식(12명) 연 누계인원 6,376명
- 2023년 3월 1일 : 중학교 제32대 김규태 교장 취임
- 2023년 3월 2일 : 신입생 7명 입학

## 참고 자료
- 교동중학교 - 한국교육학술정보원 학교알리미